# ニンテンドーゲームフロント
ニンテンドーゲームフロント（Nintendo Game Front）は、パナソニックセンター東京2F（東京都江東区）にあった、任天堂の常設ショールームである。
本項では関西国際空港第1ターミナルビル1階中央プロモーションスペース（大阪府）と成田国際空港第1ターミナル中央ビル本館1階Visitor Service Center内（千葉県）にある『Nintendo Check In』（ニンテンドーチェックイン）についても説明する。

## 概要
任天堂の最新ゲームハードの体験版が試遊できるほか、任天堂に関連したグッズなども展示されていた。

### パナソニックセンター
かつてはパナソニックセンター東京の1階にあったが、2012年に2階に移転した。過去には『大乱闘スマッシュブラザーズDX』のゲームデータや、『新・光神話 パルテナの鏡』のARカードなども配布された。2020年3月15日に終了。
- 入場料：無料
- 開館時間：10:00～18:00
- 休館日：月曜日

### 関西国際空港
関西国際空港第1ターミナルビル1階中央プロモーションスペースにあった。2023年5月に終了。
- 開館時間：10:30～17:30

### 成田国際空港
成田国際空港第1ターミナル中央ビル本館1階Visitor Service Center内にある。
- 開館時間：10:30～17:30

## 交通アクセス

### パナソニックセンター
- 東京臨海高速鉄道 - 国際展示場駅徒歩3分
- ゆりかもめ東京臨海新交通臨海線 - 有明駅徒歩5分

### 関西国際空港
- 関西空港駅（JR西日本・南海電鉄）直結

### 成田国際空港
- 成田空港駅（JR東日本・京成電鉄）直結